# The Shanghai Story
The Shanghai Story is een Amerikaanse misdaadfilm uit 1954 onder regie van Frank Lloyd. Destijds werd de film in Nederland uitgebracht onder de titel Vrouwen achter het bamboegordijn.

## Verhaal
In een hotel in Shanghai wordt een aantal westerlingen vastgehouden door de communistische autoriteiten. Kolonel Zorek hoopt onder hen een Amerikaanse spion te identificeren. Enkele gevangenen beramen een plan om te ontsnappen.

## Rolverdeling
| Acteur           | Personage             |
| ---------------- | --------------------- |
| Ruth Roman       | Rita King             |
| Edmond O'Brien   | Dr. Dan Maynard       |
| Richard Jaeckel  | Knuckles Greer        |
| Barry Kelley     | Ricki Dolmine         |
| Whit Bissell     | Paul Grant            |
| Basil Ruysdael   | Dominee Hollingsworth |
| Marvin Miller    | Kolonel Zorek         |
| Yvette Duguay    | Leah De Verno         |
| Paul Picerni     | Emilio De Verno       |
| Isabel Randolph  | Mevrouw Merryweather  |
| Philip Ahn       | Majoor Ling Wu        |
| Frances Rafferty | Mevrouw Warren        |
| Frank Ferguson   | Mijnheer Haljerson    |
| James Griffith   | Carl Hoyt             |
| John Alvin       | Mijnheer Warren       |
| Frank Puglia     | Mijnheer Chen         |
| Victor Sen Yung  | Sun Lee               |
| Janine Perreau   | Penny Warren          |
| Richard Loo      | Jonge officier        |